# Interkozmosz–16
Az Interkozmosz–16 (röviden IK–16) szovjet napkutató műhold, amelyet a szocialista országok közös Interkozmosz űrprogramja keretében indítottak 1976-ban.

## Küldetés
DSZ–U3–IK típusú műhold, a hatodik indított példány.

## Jellemzői
1976. július 27-én a Kapusztyin Jar rakétakísérleti lőtérről a Majak–2 indítóállásából egy Koszmosz-3M (11K65M) hordozórakétával indították alacsony Föld körüli pályára. Az orbitális egység pályája 94,36 perces, 50,57 fokos hajlásszögű, az elliptikus pálya perigeuma 464 kilométer, apogeuma 517 kilométer volt. Energiaellátását akkumulátorok és napelemek összehangolt egysége biztosította.  Hasznos tömege 550 kilogramm. Három tengellyel stabilizált műhold. Feladata, felépítése, tudományos programja megegyezett az Interkozmosz–1, Interkozmosz–4,  Interkozmosz–7, Interkozmosz–11  műholdakéval.
Aktív szolgálati idejét 1979. július 10-én 1078 nap után fejezte be, a Föld légkörébe érve elégett.
A kutatás fő iránya a kozmikus fizika, kozmikus meteorológia, kozmikus orvosbiológia, űrtávközlés volt. 1975-ben a programot kibővítették a rendkívüli gazdasági fontosságú erőforrás-kutatás tématerülettel. Programjának, műszereinek kialakításában szovjet (spektroheliográf), NDK (UV-detektor), csehszlovák (többcsatornás fotométer) és svéd (polariméter a távoli ultraibolya tartomány mérésére) mérnök-szakértők vettek részt.

## Külső hivatkozások
- Az Interkozmosz–16 az Orosz Tudományos Akadémia (RAN) Űrkutatási Tanácsa Naprendszer szekciójának honlapján (oroszul)
- Interkozmosz–16. hit.bme.hu. (Hozzáférés: 2012. február 14.)
- Interkozmosz–16. lib.cas.cz. (Hozzáférés: 2012. február 16.)

| Elődje: Interkozmosz–15 | Interkozmosz sorozat 1969–1994 | Utódja: Interkozmosz–17 |